# Wawrzyszew (stanice metra ve Varšavě)
Wawrzyszew je stanice varšavského metra na lince M1. Kód stanice je A-22. Otevřena byla 25. října 2008. Ze stanice je možnost přestupu na autobus. Leží v městské části Bielany.